# Småsporre
Småsporre (Chaenorhinum minus) är en växtart i familjen grobladsväxter. 
Den har upprättstående 5 till 25 centimeter höga, körtelhåriga stänglar. Bladen är smalt lancettformade, avrundade och helbräddade. Blommorna sitter enstaka på långa stjälkar. Kronan är blekviolett med gulaktig underläpp. Småsporre finns i Europa och i västra Asien. 
Den blommar i juli och augusti. 